# Behind the Green Door
Behind the Green Door (deutsch: Hinter der grünen Tür) ist ein US-amerikanischer Pornofilm von Artie und James Mitchell mit Marilyn Chambers als Hauptdarstellerin, der wie der Film Deep Throat zu den Klassikern der Pornografie zählt; er löste im Jahr 1972 einen Skandal aus.
Zusammen mit Deep Throat begründete der Film auch den sogenannten Porno-Chic-Boom der 1970er-Jahre, als Pornofilme in normalen Kinos gezeigt und von einem relativ breiten Publikum gesehen wurden.

## Handlung
Marilyn Chambers wird in ein Sex-Theater entführt, wo sie gezwungen wird, verschiedene sexuelle Handlungen vor einem maskierten Publikum vorzunehmen.
In der ersten Szene tritt eine Pantomimin auf der Bühne mit einer grünen Tür im Hintergrund auf. Hinter der Bühne wird Marilyn von Lisa Grant verführt oder hypnotisiert. Danach wird die grüne Tür geöffnet und Marilyn wird herausgeführt, von sechs Frauen entkleidet und sexuell stimuliert. In der zweiten Szene betritt ein Afroamerikaner die Bühne, und die beiden haben vor den Augen des Publikums Geschlechtsverkehr. Es folgen Gruppensex und weitere Szenen.

## Trivia
- In der Schlüsselszene wird auf das Gesicht der Hauptdarstellerin ejakuliert. Diese Szene ist psychedelisch inszeniert, sieben Minuten lang fliegt das Sperma in grellen Farben und zu sehr schräger Musik durch die Luft.
- Der Film hatte nur ein Budget von 60.000 US-Dollar und spielte über 25 Millionen US-Dollar ein; davon handelte die noch völlig unerfahrene Marilyn Chambers für sich eine Gage von 25.000 US-Dollar sowie einen Anteil der Gewinne aus.
- Im Jahr 1986 wurde mit Behind the Green Door, the Sequel ein zweiter Teil des Films veröffentlicht.
- Die „grüne Tür“ bezieht sich auf einen gleichnamigen Schlager von Jim Lowe aus dem Jahr 1956, in dem es unter anderem heißt: “[T]hey laugh a lot behind the green door, wish they’d let me in.”
- Die Hauptdarstellerin Marilyn Chambers sagt im ganzen Film kein einziges Wort.
- Der Film belegt Platz 4 auf der Liste der 101 Greatest Adult Tapes of All Time von AVN.
- In dem Iron-Maiden-Song Hooks in You, der SM zum Thema hat, heißt es: “Behind my green door there's nothing to see.”
- Alive behind the green Door ist der Titel eines Albums der Folk-Punkband Flogging Molly.
- Laut der Autorin Linda Williams ist Behind the Green Door, soweit sie es ermitteln konnte, der erste amerikanische Hardcore-Pornofilm in Spielfilmlänge, der eine größere Sexszene zwischen einer weißen und einer nicht-weißen Person zeigt.[1] Unter anderem wegen dieser Szene erregte der Film zur Zeit des Erscheinens Aufsehen.[2]